# Unione Sportiva Toma Maglie 1952-1953
Questa voce raccoglie le informazioni riguardanti l'Unione Sportiva Antonio Toma Maglie nelle competizioni ufficiali della stagione 1952-1953.

## Organigramma societario
Area direttiva
- Presidente: Sante Cezza
- Direttore Sportivo: Achille Tamborino Frisari

Area tecnica
- Allenatore: Carlo Alberto Quario

## Rosa
| N. |                   | Ruolo | Calciatore  |
| -- | ----------------- | ----- | ----------- |
|    | Italia (bandiera) | P     | Danelutti   |
|    | Italia (bandiera) | P     | De Pascalis |
|    | Italia (bandiera) | D     | Iacovazzo   |
|    | Italia (bandiera) | D     | Mandich     |
|    | Italia (bandiera) | D     | Seghedoni   |
|    | Italia (bandiera) | D     | Tresoldi    |
|    | Italia (bandiera) | C     | Baldinotti  |
|    | Italia (bandiera) | C     | Buratti     |
|    | Italia (bandiera) | C     | Coltura     |
|    | Italia (bandiera) | C     | Giorgino    |

| N. |                   | Ruolo | Calciatore  |
| -- | ----------------- | ----- | ----------- |
|    | Italia (bandiera) | C     | Paolinelli  |
|    | Italia (bandiera) | C     | Vergani     |
|    | Italia (bandiera) | C     | Nesti       |
|    | Italia (bandiera) | C     | Francesconi |
|    | Italia (bandiera) | A     | Checchetti  |
|    | Italia (bandiera) | A     | Fontanesi   |
|    | Italia (bandiera) | A     | Giusti      |
|    | Italia (bandiera) | A     | Martire     |
|    | Italia (bandiera) | A     | Tarantelli  |
|    | Italia (bandiera) | A     | Gozzi       |

## Risultati

### Serie C

#### Girone di andata
| Arbitro: | Bernasconi (Firenze) |

|                        |           |  |
| Vergani 5’ Martire 44’ | Marcatori |  |

| Arbitro: | Garzelli (Livorno) |

|             |           |                       |
| Vergani 83’ | Marcatori | 24’ Rosa 90’ Lavarino |

| Arbitro: | De Gregorio (Legnano) |

|            |           |  |
| Traini 52’ | Marcatori |  |

| Reggio Emilia 5 ottobre 1952 4ª giornata | Reggiana           | 0 – 0 | Toma Maglie | Stadio Mirabello\| Arbitro: \| Fumagalli (Milano) \| |
| Arbitro:                                 | Fumagalli (Milano) |       |             |                                                      |

| Arbitro: | Scalise (Roma) |

|                          |           |            |
| Gozzi 14’ Checchetti 82’ | Marcatori | 90’ Alloni |

| Lecce 19 ottobre 1952 6ª giornata | Lecce          | 0 – 0 | Toma Maglie | Stadio Carlo Pranzo (7.000 spett.)\| Arbitro: \| Mori (Cremona) \| |
| Arbitro:                          | Mori (Cremona) |       |             |                                                                    |

| Arbitro: | Moriconi (Roma) |

|               |           |               |
| Fontanesi 30’ | Marcatori | 34’ Trevisani |

| Arbitro: | Famulari (Messina) |

|  |           |           |
|  | Marcatori | 77’ Testa |

| Arbitro: | Andreoni (Milano) |

|               |           |  |
| Bernardis 39’ | Marcatori |  |

| Arbitro: | Grandville (Roma) |

|                            |           |              |
| Mandich 58’ Tarantelli 61’ | Marcatori | 21’ Bassetti |

| Arbitro: | Rigato (Mestre) |

|                                |           |               |
| Tortul 39’ (rig.) Canavesi 72’ | Marcatori | 48’ Fontanesi |

| Arbitro: | Notarigiacomo (Roma) |

|                           |           |  |
| Baldinotti 1’ Martire 53’ | Marcatori |  |

| Arbitro: | Pizzato (Mestre) |

|          |           |  |
| Mosca 5’ | Marcatori |  |

| Arbitro: | Bernasconi (Firenze) |

|              |           |                         |
| Trevisan 68’ | Marcatori | 7’ Fontanesi 45’ Giusti |

| Maglie 4 gennaio 1953 15ª giornata | Toma Maglie        | 0 – 0 | Sanremese | Stadio Antonio Tamborino\| Arbitro: \| Grillo (Afgragola) \| |
| Arbitro:                           | Grillo (Afgragola) |       |           |                                                              |

| Arbitro: | Cartei (Firenze) |

|              |           |            |
| Minervini 7’ | Marcatori | 36’ Giusti |

| Arbitro: | Arpaia (Roma) |

|            |           |  |
| Giusti 43’ | Marcatori |  |

#### Girone di ritorno
| Arbitro: | Ferrari (Milano) |

|                   |           |               |
| Vycpálek 61’, 63’ | Marcatori | 21’ Fontanesi |

| Arbitro: | Grandville (Roma) |

|              |           |  |
| De Prati 67’ | Marcatori |  |

| Arbitro: | Grillo (Afragola) |

|                                |           |             |
| Fontanesi 15’, 89’ Vergani 39’ | Marcatori | Finotto 34’ |

| Arbitro: | Raule (Roma) |

|                           |           |                    |
| Coltura 69’ Fontanesi 76’ | Marcatori | 89’ (aut.) Mandich |

| Vigevano 22 febbraio 1953 22ª giornata | Vigevano         | 0 – 0 | Toma Maglie | Stadio Comunale\| Arbitro: \| Zoli (Pontedera) \| |
| Arbitro:                               | Zoli (Pontedera) |       |             |                                                   |

| Arbitro: | De Leo (Mestre) |

|               |           |                            |
| Fontanesi 33’ | Marcatori | 7’ De Santis 25’ Cardinali |

| Arbitro: | Gambarotta (Genova) |

|                      |           |           |
| Trevisani 48’ (rig.) | Marcatori | Nesti 13’ |

| Arbitro: | Raule (Roma) |

|              |           |  |
| Bey 38’, 71’ | Marcatori |  |

| Maglie 22 marzo 1953 26ª giornata | Toma Maglie       | 0 – 0 | Livorno | Stadio Antonio Tamborino\| Arbitro: \| Grillo (Afragola) \| |
| Arbitro:                          | Grillo (Afragola) |       |         |                                                             |

| Arbitro: | Fortina (Novara) |

|           |           |  |
| Lenci 65’ | Marcatori |  |

| Arbitro: | Righi (Milano) |

|                          |           |  |
| Giusti 2’ Checchetti 27’ | Marcatori |  |

| Arbitro: | Campanati (Milano) |

|                                           |           |                    |
| Ganelli 31’, 58’ Gatti 47’ Beghi 79’, 55’ | Marcatori | 13’, 56’ Fontanesi |

| Arbitro: | Moriconi (Roma) |

|               |           |  |
| Seghedoni 39’ | Marcatori |  |

| Arbitro: | Ferrari Aggradi (Firenze) |

|                       |           |                                    |
| Giusti 1’, 75’ (rig.) | Marcatori | 20’ (rig.) Seratoni 30’ Bonistalli |

| Arbitro: | Righi (Milano) |

|                                |           |  |
| Albertelli 20’ Bertoni III 83’ | Marcatori |  |

| Maglie 24 maggio 1953 33ª giornata | Toma Maglie           | 0 – 0 | Molfetta | Stadio Antonio Tamborino (2.000 spett.)\| Arbitro: \| Piemonte (Monfalcone) \| |
| Arbitro:                           | Piemonte (Monfalcone) |       |          |                                                                                |

| Arbitro: | Marchetti (Milano) |

|  |           |                 |
|  | Marcatori | 14’, 66’ Giusti |

## Statistiche

### Statistiche di squadra
| Competizione | Punti | In casa | In casa | In casa | In casa | In casa | In casa | In trasferta | In trasferta | In trasferta | In trasferta | In trasferta | In trasferta | Totale | Totale | Totale | Totale | Totale | Totale | DR |
| Competizione | Punti | G       | V       | N       | P       | Gf      | Gs      | G            | V            | N            | P            | Gf           | Gs           | G      | V      | N      | P      | Gf     | Gs     | DR |
| ------------ | ----- | ------- | ------- | ------- | ------- | ------- | ------- | ------------ | ------------ | ------------ | ------------ | ------------ | ------------ | ------ | ------ | ------ | ------ | ------ | ------ | -- |
| Serie C      | 32    | 17      | 9       | 5       | 3       | 22      | 12      | 17           | 2            | 5            | 10           | 10           | 21           | 34     | 11     | 10     | 13     | 32     | 33     | -1 |
| Totale       | 32    | 17      | 9       | 5       | 3       | 22      | 12      | 17           | 2            | 5            | 10           | 10           | 21           | 34     | 11     | 10     | 13     | 32     | 33     | -1 |

### Statistiche dei giocatori
| Giocatore   | Serie C  | Serie C |
| Giocatore   | Presenze | Reti    |
| ----------- | -------- | ------- |
| Baldinotti  | 8        | 1       |
| Buratti     | 10       | 0       |
| Checchetti  | 30       | 2       |
| Coltura     | 3        | 1       |
| Danelutti   | 33       | -33     |
| De Pascalis | 1        | 0       |
| Fontana     | 1        | 0       |
| Fontanesi   | 28       | 10      |
| Francesconi | 7        | 0       |
| Giorgino    | 34       | 0       |
| Giusti      | 15       | 8       |
| Gozzi       | 11       | 1       |
| Jacovazzo   | 34       | 0       |
| Mandich     | 27       | 1       |
| Martire     | 15       | 2       |
| Nesti       | 5        | 1       |
| Paolinelli  | 26       | 0       |
| Seghedoni   | 31       | 1       |
| Tarantelli  | 24       | 1       |
| Tosetto     | 1        | 0       |
| Tresoldi    | 10       | 0       |
| Vergani     | 20       | 3       |

### Statistiche sui derby
| Squadre               | Andata | Ritorno |
| --------------------- | ------ | ------- |
| Arsenaltaranto-Maglie | 2-1    | 0-2     |
| Maglie-Lecce          | 0-0    | 1-2     |
| Molfetta-Maglie       | 1-1    | 0-0     |

| Vinte | Pareggiate | Perse | Gf | Gs |
| ----- | ---------- | ----- | -- | -- |
| 1     | 3          | 2     | 5  | 5  |